# محمدعلی مدرس خیابانی
محمدعلی بن محمدطاهر بن نادر بن محمدطاهر تبریزی معروف به مدرس خیابانی در سال ۱۲۵۷ خورشیدی برابر با ۱۲۹۶ (قمری) در شهر تبریز به دنیا آمد.
وی پس از پشت سرگذاشتن دروس مقدماتی، به درس خارج فقه و اصول میرزا ابوالحسن انگجی و میرزا صادق مجتهد تبریزی، راه یافت و از عالمانی همچون سید صدرالدین صدر و محمدعلی شاه‌آبادی، اجازه اجتهاد و از محمدحسین کاشف الغطاء و آقابزرگ تهرانی گرفت.
مدرس خیابانی در اواخر عمر به مدت دوازده سال در مدرسه سپهسالار تهران به بحث و تألیف و تحقیق پرداخت.
مدرس خیابانی در روز ۱۶ فروردین سال ۱۳۳۳ برابر با ۱ شعبان ۱۳۷۳ در ۷۶ سالگی تبریز درگذشت و در گورستان شیخان قم به خاک سپرده شد.

## کتابشناسی
مهم‌ترین آثار وی عبارتند از:
- ریحانة الادب در ۸ جلد است که به شرح حال بیش از پنج هزار تن از علما و فضلا
- حیاض الزلائل فی ریاض المسائل در شرح کتاب طهارت از ریاض (شرح کبیر)
- قاموس المعارف
- فرهنگ نوبهار حاوی ۱۹ هزار لغت و واژه فارسی
- فرهنگ بهارستان شامل ۵۵ هزار لغت مفرد و مرکب
- غایه المنی فی تحقیق الکنی در بیان کنیه‌های حیوانات در زبان عربی
- امثال و حکم ترکی آذربایجانی (در مقدمه کتاب ریحانة الادب از آن یاد شده است)